# اود (موجود خیالی)
اودها موجوداتی تخیلی هستند که دارای قدرت تله پاتی می باشند. این موجودات در فیلم دکتر هو ایفای نقش می کنند.